# Torneo WTA de San José 2019
El Silicon Valley Classic 2019 (también conocido como Mubadala Silicon Valley Classic por motivos de patrocinio) fue un torneo profesional de tenis que se jugó en canchas duras. Fue la 48.ª edición del torneo, y fue parte de los torneos WTA Premier del 2019. Tuvo lugar entre el 29 de julio y el 4 de agosto de 2019. Fue el primer evento femenino del US Open Series 2019.

## Distribución de puntos
| Modalidad           | Campeona | Finalista | Semifinales | Cuartos de final | 3ª ronda | 2ª ronda | 1ª ronda | Clasificadas | 2ª ronda de clasificación | 1ª ronda de clasificación |
| Individual femenino | 470      | 305       | 185         | 100              | 55       | 30       | 1        | 25           | 13                        | 1                         |
| Dobles femenino     | 470      | 305       | 185         | 100              | -        | -        | 1        | -            | -                         | -                         |

## Cabezas de serie

### Individuales femenino
| Tenista          | Ranking | Preclasificada |
| Elina Svitolina  | 7       | 1              |
| Aryna Sabalenka  | 10      | 2              |
| Elise Mertens    | 20      | 3              |
| Amanda Anisimova | 23      | 4              |
| Donna Vekić      | 26      | 5              |
| Carla Suárez     | 29      | 6              |
| Maria Sakkari    | 30      | 7              |
| Danielle Collins | 33      | 8              |

- Ranking del 22 de julio de 2019

### Dobles femenino
| Tenista                           | Ranking | Preclasificadas |
| Nicole Melichar Květa Peschke     | 37      | 1               |
| Desirae Krawczyk Alicja Rosolska  | 78      | 2               |
| Lyudmyla Kichenok Nadiia Kichenok | 81      | 3               |
| Mihaela Buzărnescu Shuai Zhang    | 90      | 4               |

## Campeonas

### Individual femenino
Saisai Zheng venció a  Aryna Sabalenka por 6-3, 7-6(7-3)

### Dobles femenino
Nicole Melichar /  Květa Peschke vencieron a  Shuko Aoyama /  Ena Shibahara por 6-4, 6-4